# Metaphycus sestus
Metaphycus sestus är en stekelart som beskrevs av John S. Noyes 2004. Metaphycus sestus ingår i släktet Metaphycus och familjen sköldlussteklar.
Artens utbredningsområde är Costa Rica. Inga underarter finns listade i Catalogue of Life.